# Municipio de Liberty (condado de Independence)
El municipio de Liberty (en inglés: Liberty Township) es un municipio ubicado en el condado de Independence en el estado estadounidense de Arkansas. En el año 2010 tenía una población de 813 habitantes y una densidad poblacional de 10,44 personas por km².

## Geografía
El municipio de Liberty se encuentra ubicado en las coordenadas 35°34′46″N 91°45′4″O / 35.57944, -91.75111. Según la Oficina del Censo de los Estados Unidos, el municipio tiene una superficie total de 77.89 km², de la cual 77,89 km² corresponden a tierra firme y (0 %) 0 km² es agua.

## Demografía
Según el censo de 2010, había 813 personas residiendo en el municipio de Liberty. La densidad de población era de 10,44 hab./km². De los 813 habitantes, el municipio de Liberty estaba compuesto por el 99,02 % blancos, el 0,12 % eran amerindios, el 0,49 % eran de otras razas y el 0,37 % eran de una mezcla de razas. Del total de la población el 0,49 % eran hispanos o latinos de cualquier raza.